# Wawalag Planitia
Wawalag Planitia est une plaine située sur Vénus dans le quadrangle d'Imdr Regio. Elle a été nommée en référence aux Wawalag, héroïnes d'un mythe aborigène chez les Yulengor (Terre d'Arnhem).